# پارگی (فیلم ۲۰۱۶)
پارگی (به انگلیسی: Rupture) یک فیلم علمی تخیلی-ترسناک آمریکایی محصول سال ۲۰۱۶ به کارگردانی استیون شینبرگ و با بازی نومی راپاس است.

## بازیگران
- نومی راپاس در نقش رنه ماری مورگان
- پیتر استورماره در نقش ترنس
- کری بیشه در نقش دایانا
- مایکل چکلیس در نقش مرد طاس
- لسلی منویل در نقش دکتر نایمن
- آری میلن در نقش دکتر راکسلن
- جوئل لیبل در نقش مرد اسیر
- پل پوپویچ در نقش کلیف
- پرسی هاینس وایت در نقش ایوان
- سرجیو دی زیو در نقش راننده ون
- ژان یون در نقش کولت
- مورگان کلی در نقش تامی
- جاناتان پاتس در نقش بلیک
- برندن جفرز در نقش ست

## پخش
این فیلم در ۱۵ ژوئیهٔ ۲۰۱۶ در جشنواره بین‌المللی فیلم فنتیژا به نمایش درآمد و در ۴ نوامبر ۲۰۱۶ در بریتانیا اکران شد.